# Торме, Берни
Берни Торме (анг. Bernie Tormé; полное имя Bernard Tormey, 18 марта 1952, Дублин,Ирландия — 17 марта 2019) — ирландский гитарист, певец, автор песен, владелец лейбла и студии звукозаписи.

## Ранняя карьера
Торме, который находился в юности под влиянием таких музыкантов как Джими Хендрикс, Джефф Бэк, Рори Галлахер и Гэри Мур (Thin Lizzy) рано создал свою собственную группу . Его первое оплачиваемое выступление, на котором он выступал с вместе с 14-и летним барабанщиком Don Harris произошло когда ему было 17 лет. Они выступили на танцевальной вечеринке организации «Girl Guides» в районе Дублина Килмейнем. Позднее Торме стал играть в дублинской группе The Urge, пока в 1974 году не переехал в Лондон, где он начал выступать с хард-роковой группой Scrapyard (с одним из членов группы, бас-гитаристом Джоном МакКой они позже снова будут играть вместе в группе Gillan). В 1976 году он организовал панк группу Bernie Tormé Band. Группа выступала вместе с The Boomtown Rats, Generation X и многими другими.
В 1977 году группе было предложено записать две песни к сборному альбому «Live At The Vortex». Ими стали «Streetfighter» и «Living for Kicks». После этого группа подписала контракт с компанией Jet Records, «которая ежемесячно выплачивала нам 40 фунтов…. Они тогда носились с ELO».

## Карьера с Гилланом
Разочарованный финансовыми достижениями с собственной группой, Торме в 1979 году принимает приглашение войти в группу бывшего вокалиста Deep Purple Йэна Гиллана. В следующие четыре года в составе группы выходят три альбома попавшие в десятку лучших в Великобритании — «Mr. Universe»,«Glory Road» и «Future Shock». В 1981 году Торме уходит от Гиллана, ссылаясь на отсутствие денег, и некоторое время подрабатывает в качестве сессионного музыканта в группах Atomic Rooster и у Оззи Осборна. К последнему он срочно был приглашен для замены погибшего Рэнди Роадса. Торме отыграл за 10 дней 7 концертов, а затем покинул Осборна, для работы с собственной группой Electric Gypsies. Ходили слухи, что его уволили из группы Осборна из за боязни выступлений, однако это никогда никем не было подтверждено.

## Поздняя карьера
Начиная с 1982 года Торме работал с собственной группой под разными именами и с разными составами (включая певца Фила Льюиса). Несколько лет он играл в группе Desperado с бывшим певцом Twisted Sister Ди Снайдером. Несмотря на то, что эти наработки вышли ограниченным тиражом Snider использовал некоторые из них впоследствии в собственном проекте Widowmaker (не путать с одноименной английской группой). Торме так же исполнил гитарные партии для сольного альбома Рене Берга «The Leather, The Loneliness and Your Dark Eyes», выпущенного в 1992 г.
В 2006 году Торме анонсировал проект под названием Guy McCoy Tormé (сокр. G.M.T), с участием бывшего бас-гитариста Gillan МакКоя и барабанщика Робина Гея. В 2007 Торме записал партию гитары и ситара для песни «Smile in Denial» альбом «Yoni» группы Wildhearts.
Торме является владельцем лейбла, «Retrowrek Records» и звукозаписывающей студии «Barnroom Studios» в графстве Кент, где он жил с семьей.

## Дискография
с Bernie Tormé Band
- 1977 — Live at the Vortex Vol.1 (2 tracks contributed to compilation)
- 1978 — I’m Not Ready (7")
- 1999 — Punk or What (recordings from 1976—1978)
- 1979 — Bernie Tormé Band (EP) «Weekend»/«Secret Service»/«All Night»/«Instant Impact» с участием Фила Спайдинга и Марка Харрисона

с Gillan
- 1979 — Mr. Universe
- 1980 — Glory Road
- 1981 — Future Shock
- 1981 — Double Trouble
- 1997 — The Gillan Tapes Vol. 1
- 1999 — The Gillan Tapes Vol. 2
- 2000 — The Gillan Tapes Vol. 3

с Atomic Rooster
- 2000 — Live in Germany in 1983

с Electric Gypsies
- 1982 — Turn Out the Lights — UK #50[3]
- 1983 — Electric Gypsies
- 2000 — Scorched Earth(концертный)

с Tormé
- 1985 — Back to Babylon
- 1987 — Die Pretty Die Young
- 1987 — Official Live Bootleg

с Generation X
- 1983 — Live in Sheffield

с Desperado
- 1996 — Bloodied But Unbowed

с Рене Бергм
- 1992 — The Leather, The Loneliness and Your Dark Eyes"

с Гари Оуэн (бывш. Samson)
- 1993 — Demolition Ball

Под именем Bernie Tormé (совместный проект с участием Крис Джонс и Джон Пирс — оба Anti-Nowhere League)
- 1997 — Wild Irish
- 1999 — White Trash Guitar

с GMT
- 2006 — Cannonball (EP)
- 2006 — Bitter and Twisted
- 2008 — Evil Twin